# Tadeusz Bart
Tadeusz Bart (ur. 15 października 1873 w Warszawie, zm. styczeń 1943 w Treblince) – żydowski kupiec i przemysłowiec, członek warszawskiego Judenratu.

## Życiorys
Przed II wojną światową był dyrektorem w przedsiębiorstwie Pigment S.A., pełnił również funkcję wiceprzewodniczącego Związku Kupców. W getcie warszawskim wszedł w skład Judenratu, gdzie objął funkcję przewodniczącego Wydziału/Biura Kwaterunkowego (zastępując Beniamina Zabłudowskiego) oraz władz Wydziału Wytwórczości. Był jednym z udziałowców spółki „Wytwórczość Żydowska”.
Po wielkiej akcji deportacyjnej pracował w Komisji Wydziału Pracy. Podczas akcji styczniowej został wywieziony do obozu zagłady w Treblince, gdzie zginął. 